# Jüdischer Friedhof Bobrowniki (Ryki)
Koordinaten: 51° 32′ 59,3″ N, 21° 55′ 40,1″ O

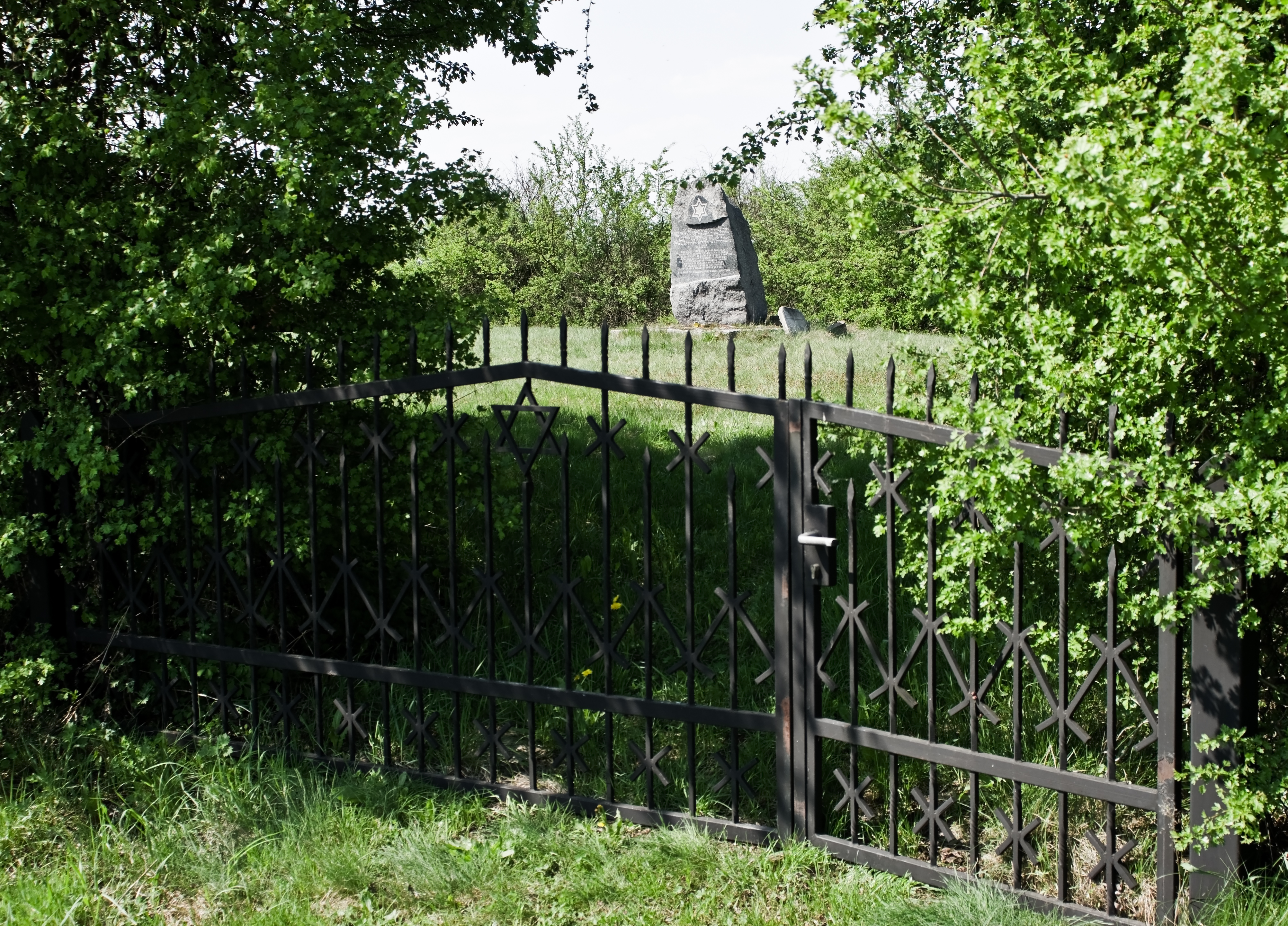
Eingang zum jüdischen Friedhof in Bobrowniki

Der Jüdische Friedhof in Bobrowniki, einem polnischen Dorf im Powiat Rycki in der Wojewodschaft Lublin, wurde in der zweiten Hälfte des 18. Jahrhunderts angelegt. Der jüdische Friedhof in der Deblinska-Straße wurde während des Zweiten Weltkriegs von den deutschen Besatzern verwüstet und die meisten Grabsteine wurden für den Straßenbau verwendet. Der Friedhof ist seit 1989 ein geschütztes Kulturdenkmal.
Die letzte Bestattung erfolgte im Jahr 1942. Auf dem etwa 1,8 Hektar großen Friedhof sind heute noch circa 20 Grabsteine aus dem 19. Jahrhundert vorhanden. 